# Pallavolo ai Giochi della XXXI Olimpiade - Qualificazioni al torneo femminile (CAVB)
Le qualificazioni africane di pallavolo femminile ai Giochi della XXXI Olimpiade si sono svolte dal 12 al 16 febbraio 2016 a Yaoundé, in Camerun: al torneo hanno partecipato qsette squadre nazionali africane e la prima classificata si è qualificata per i Giochi della XXXI Olimpiade.

## Impianti
|                                                                                              |  |  |
|                                                                                              |  |  |
| Palais Polyvalent des Sports de Yaoundé Città: Yaoundé Capienza: 5 263 Anno d'apertura: 2009 |  |  |

## Regolamento

### Formula
Le squadre hanno disputato una prima fase a gironi con formula del girone all'italiana; al termine della prima fase:
- Le prime due classificate di ogni girone hanno acceduto alla fase finale, strutturata in semifinali, finale per il terzo posto e finale.
- La terza classificata di ogni girone ha acceduto alla finale per il quinto posto.

### Criteri di classifica
Se il risultato finale è stato di 3-0 o 3-1 sono stati assegnati 3 punti alla squadra vincente e 0 a quella sconfitta, se il risultato finale è stato di 3-2 sono stati assegnati 2 punti alla squadra vincente e 1 a quella sconfitta.
L'ordine del posizionamento in classifica è stato definito in base a:
- Numero di partite vinte;
- Punti;
- Ratio dei set vinti/persi;
- Ratio dei punti realizzati/subiti;
- Risultati degli scontri diretti.

## Squadre partecipanti
| Squadra  | Qualificazione      |
| -------- | ------------------- |
| Algeria  | Wild card           |
| Botswana | Wild card           |
| Camerun  | Paese organizzatore |
| Egitto   | Wild card           |
| Kenya    | Wild card           |
| Tunisia  | Wild card           |
| Uganda   | Wild card           |

## Torneo

### Fase a gironi
| Girone A | Girone B |
| -------- | -------- |
| Camerun  | Algeria  |
| Kenya    | Botswana |
| Tunisia  | Egitto   |
| -        | Uganda   |

#### Girone A

##### Risultati
| 12 febbraio 2016 Palais des Sports de Yaoundé, Yaoundé Durata: ? - Spettatori: ? | Camerun | 3 - 2 | Tunisia | 25-20, 25-20, 28-30, 21-25, 15-6 |
| 13 febbraio 2016 Palais des Sports de Yaoundé, Yaoundé Durata: ? - Spettatori: ? | Tunisia | 0 - 3 | Kenya   | 20-25, 17-25, 23-25              |
| 14 febbraio 2016 Palais des Sports de Yaoundé, Yaoundé Durata: ? - Spettatori: ? | Kenya   | 3 - 1 | Camerun | 25-22, 25-23, 20-25, 25-9        |

##### Classifica
| Pos | Squadra | Pt | G | V | P | SV | SP | Ratio | PF  | PS  | Ratio |
| --- | ------- | -- | - | - | - | -- | -- | ----- | --- | --- | ----- |
| 1   | Kenya   | 6  | 2 | 2 | 0 | 6  | 1  | 6.000 | 170 | 139 | 1.223 |
| 2   | Camerun | 2  | 2 | 1 | 1 | 4  | 5  | 0.800 | 193 | 196 | 0.984 |
| 3   | Tunisia | 1  | 2 | 0 | 2 | 2  | 6  | 0.333 | 161 | 189 | 0.851 |

#### Girone B

##### Risultati
| 12 febbraio 2016 Palais des Sports de Yaoundé, Yaoundé Durata: - Spettatori: | Uganda   | 0 - 3 | Egitto   | 12-25, 18-25, 19-25             |
| 12 febbraio 2016 Palais des Sports de Yaoundé, Yaoundé Durata: - Spettatori: | Algeria  | 3 - 0 | Botswana | 25-22, 25-22, 25-10             |
| 13 febbraio 2016 Palais des Sports de Yaoundé, Yaoundé Durata: - Spettatori: | Uganda   | 0 - 3 | Egitto   | 22-25, 14-25, 12-25             |
| 13 febbraio 2016 Palais des Sports de Yaoundé, Yaoundé Durata: - Spettatori: | Algeria  | 3 - 0 | Botswana | 25-21, 25-13, 25-17             |
| 14 febbraio 2016 Palais des Sports de Yaoundé, Yaoundé Durata: - Spettatori: | Botswana | 3 - 2 | Uganda   | 22-25, 25-21, 25-19 10-25 15–11 |
| 14 febbraio 2016 Palais des Sports de Yaoundé, Yaoundé Durata: - Spettatori: | Algeria  | 3 - 1 | Egitto   | 18-25, 25-19, 25-20, 25-23      |

##### Classifica
| Pos | Squadra  | Pt | G | V | P | SV | SP | Ratio | PF  | PS  | Ratio |
| --- | -------- | -- | - | - | - | -- | -- | ----- | --- | --- | ----- |
| 1   | Algeria  | 9  | 3 | 3 | 0 | 9  | 1  | 9.000 | 243 | 189 | 1.285 |
| 2   | Egitto   | 6  | 3 | 2 | 1 | 7  | 3  | 2.333 | 237 | 193 | 1.227 |
| 3   | Botswana | 2  | 3 | 1 | 2 | 3  | 8  | 0.375 | 202 | 251 | 0.804 |
| 4   | Uganda   | 1  | 3 | 0 | 3 | 2  | 9  | 0.222 | 198 | 247 | 0.801 |

### Finali 1º e 3º posto
|  | Semifinali | Semifinali | Semifinali |         |        | Finale 1º/2º posto | Finale 1º/2º posto | Finale 1º/2º posto |  |
|  |            |            |            |         |        |                    |                    |                    |  |
|  | Kenya      | Kenya      | 2          |         |        |                    |                    |                    |  |
|  | Kenya      | Kenya      | 2          |         |        |                    |                    |                    |  |
|  | Egitto     | Egitto     | 3          |         |        |                    |                    |                    |  |
|  | Egitto     | Egitto     | 3          |         | Egitto | Egitto             | 2                  |                    |  |
|  |            |            |            |         | Egitto | Egitto             | 2                  |                    |  |
|  |            |            | Camerun    | Camerun | 3      |                    |                    |                    |  |
|  | Algeria    | Algeria    | Camerun    | Camerun | 3      | 0                  |                    |                    |  |
|  | Algeria    | Algeria    |            |         |        | 0                  |                    |                    |  |
|  | Camerun    | Camerun    | 3          |         |        | Finale 3º/4º posto | Finale 3º/4º posto | Finale 3º/4º posto |  |
|  | Camerun    | Camerun    | 3          |         |        |                    |                    |                    |  |
|  |            |            |            |         |        |                    |                    |                    |  |
|  |            |            |            |         |        | Kenya              | Kenya              | 3                  |  |
|  |            |            |            |         |        | Kenya              | Kenya              | 3                  |  |
|  |            |            |            |         |        | Algeria            | Algeria            | 0                  |  |

#### Semifinali
| 15 febbraio 2016 Palais des Sports de Yaoundé, Yaoundé Durata: ? - Spettatori: ? | Kenya   | 2 - 3 | Egitto  | 22-25, 26-24, 25-16, 20-25, 17-19 |
| 15 febbraio 2016 Palais des Sports de Yaoundé, Yaoundé Durata: ? - Spettatori: ? | Algeria | 0 - 3 | Camerun | 20-25, 17-25, 17-25               |

#### Finale 3º posto
| 16 febbraio 2016 Palais des Sports de Yaoundé, Yaoundé Durata: ? - Spettatori: ? | Kenya | 3 - 0 | Algeria | 25-19, 25-21, 26-24 |

#### Finale
| 16 febbraio 2016 Palais des Sports de Yaoundé, Yaoundé Durata: ? - Spettatori: ? | Egitto | 2 - 3 | Camerun | 14-25, 27-25, 25-21, 23-25, 7-15 |

#### Finale 5º posto
| 15 febbraio 2016 Palais des Sports de Yaoundé, Yaoundé Durata: ? - Spettatori: ? | Tunisia | 2 - 3 | Botswana | 22-25, 22-25, 25-17, 25-15, 10-15 |

## Classifica finale
| Pos | Squadra  | Qualificazione                               |
| --- | -------- | -------------------------------------------- |
|     | Camerun  | Giochi della XXXI Olimpiade                  |
|     | Egitto   | Torneo di qualificazione mondiale (girone B) |
|     | Kenya    | Torneo di qualificazione mondiale (girone B) |
| 4   | Algeria  |                                              |
| 5   | Botswana |                                              |
| 6   | Tunisia  |                                              |
| 7   | Uganda   |                                              |